# Ломбард-стрит (Лондон)
Ломбард-стрит (англ. Lombard Street) — центральная улица в Лондонском Сити, деловой части Лондона, на которой располагались крупнейшие банки и другие финансовые организации. С 1691 года здесь находилась знаменитая кофейня Э. Ллойда, положившая начало крупной финансовой корпорации Lloyd's of London.
Как и Уолл-стрит в Нью-Йорке, Ломбард-стрит является символом, олицетворяющим деловую жизнь города и страны.
Название произошло от итальянской провинции Ломбардия, столицей которой является Милан. В Милане, также как и в других городах Италии, возникли первые банки. Среди основателей первых банков Англии были и выходцы из Ломбардии (один из сыновей Ротшильда), благодаря чему улица в Лондоне, где обосновались банки, была названа Ломбардской.
В настоящее время многие крупнейшие банки и другие финансовые институты переехали в новую деловую часть Лондона — на Собачий остров, в район старых верфей и доков Кэнэри-Уорф в восточной части Лондона.